# Fan Chung
Fan-Rong King Chung Graham (kinesiska: 金芳蓉?, pinyin: Jīn Fāngróng), född 9 oktober 1949 i Kaohsiung, Taiwan, verksam som Fan Chung, är en matematiker verksam vid University of California, San Diego. Chung verkar inom grafteori och har framför allt arbetat med att generalisera Erdős–Rényimodellen för grafer med generell graddistribution (inklusive grafer relaterade till potenslag i studien om stora informationsnätverk).

## Biografi
Fan Chung blev intresserad av matematik, speciellt kombinatorik, under gymnasiet i Kaohsiung. Efter gymnasiet började Chung på National Taiwan University (NTU) för att starta sin karriär i matematik. Under studietiden var hon omgiven av många kvinnliga matematiker vilket uppmuntrade henne till att fortsätta med sina studier.
Efter att tagit sin kandidatexamen i matematik vid NTU fortsatte Chung sin karriär inom matematik vid University of Pennsylvania. Hon studerade Ramseyteorin och hade efter bara en vecka funnit nya bevis inom fältet. Chung tog sin masterexamen 1972 och mottog sin doktorstitel år 1974. Hon började arbeta på avdelningen för Mathematical Fonduations of Computing på Bell Labs i Murray Hill, New Jersey.  Efter att ha arbetat på Bell Labs och Bellcore i nitton år gick hon med i fakulteten vid University of Pennsylvania som den första kvinnliga tillsvidareanställda professorn i matematik. Chung är med i redaktioner för ett dussintal internationella journaler. Sedan 2003 har hon varit chefredaktör för Internet Mathematics. Hon har blivit inbjuden till att ge föreläsningar vid många konferenser, inklusive International Congress of Mathematicians år 1994.

## Utmärkelser
Fan Chung vann Allendoerfer-priset år 1990 och blev vald till en medlem av American Academy of Arts and Sciences år 1998. Chung har sedan 1998 varit Akamaiprofessor i Internetmatematik vid University of California, San Diego. Hon blev utvald till att bli Noether Lecturer år 2009. År 2015 blev hon också en medlem av Society for Industrial and Applied Mathematics för sina bidrag till kombinatorik, grafteori och deras tillämpningar. Chung har publicerat mer än 200 forskningsartiklar och tre böcker.